# Karl Loewenstein
Karl Loewenstein, également connu sous le nom de Karl Loesten, né le 2 mai 1887 à Siegen et mort en 1975 à Bad Neuenahr-Ahrweiler, est un banquier allemand, connu pour avoir été responsable de la sécurité dans le camp de concentration de Theresienstadt.

## Biographie
Loewenstein est présenté comme demi-juif par certaines sources,. Selon Tom Lampert, il s'agit d'une invention de Loewenstein lui-même, ses deux parents étant juifs. Certaines autres affirmations de Loewenstein sur sa jeunesse, tels le fait qu'il ait participé à la Première Guerre mondiale comme officier dans la marine ou qu'il soit titulaire d'un doctorat en économie sont invérifiables, les archives ayant été détruites. Après la guerre, il s'engage dans les corps francs pour lutter contre les insurrections de Silésie. En 1922, il s'installe à Berlin. De 1924 à 1941, il dirige la banque berlinoise Busse. En novembre 1941, il est arrêté par la Gestapo, contraint de vendre ses actions de la banque à des aryens et déporté au ghetto de Minsk. Le commissaire général du ghetto, Wilhelm Kube, se croit (à tort) apparenté à Loewenstein et intervient auprès d'Hitler pour obtenir sa libération. En avril 1942, Loewenstein est libéré, envoyé à Vienne, puis quelques jours plus tard au camp de concentration de Theresienstadt. Il y jouit d'un traitement de faveur et se voit confier le 17 septembre 1942 par Siegfried Seidl, le commandant du camp, la direction de la sécurité au sein de celui-ci. Loewenstein s'attèle à cette tâche avec un « zèle inattendu pour tout le monde ». Il prend sous sa responsabilité la police du ghetto, le serive d'orientation, la police criminelle et y ajoute les pompiers, la défense aérienne, la surveillance des travaux et le bureau de contrôle économique. Il a libre accès à la Kommandantur où il fait un rapport quotidien et croit pouvoir influencer Seidl, sensible au respect de la discipline militaire. Il proclame « couvrir de son corps » le chef du conseil des anciens et n'avoir « absolument pas peur du commandant du ghetto ». Il prend des mesures énergiques et brutales pour lutter contre le vol et la corruption, s'attachant en particulier à l'équité de la distribution de nourriture et à la protection des plus âgés, au prix de tension avec le conseil des anciens et d'inimitiés au sein du camp. En juin 1943, Seidl est destitué et Anton Burger prend la direction du camp. Il déporte ou congédie une partie de la police du ghetto et suspend Loewenstein de ses fonctions. Quelques jours plus tard, Loewenstein est arrêté, déféré devant le tribunal juif et condamné par ce dernier à cinq mois de cachot, ramenés en appel à trois, et à la démission de ses fonctions pour abus de pouvoir et détournement d'objets confiés,. Il échappe ensuite miraculeusement à la déportation vers Auschwitz, alors que presque tous les membres de l'auto-administration du ghetto sont liquidés. À la libération du camp, il est arrêté par les soldats soviétiques et jugé à Prague pour collaboration. Estimé « strict mais juste », il est libéré en 1947. Il émigre en Australie, y travaille dans une filature, puis revient en Allemagne en 1952 pour faire valoir ses droits à indemnisation. Ces demandes, ainsi que les procédures qu'il intente pour récupérer ses biens, restent pour l'essentiel infructueuses. Il meurt avant la fin de ces procédures.

## Ouvrages
- (de) Aus der Hölle Minsk in das 'Paradies' Theresienstadt, tapuscrit, Leo back Center for Jewish History.
- (de) « Minsk. Im Lager der deutschen Juden », Schriftenreihe der Bundeszentrale für Heimatsdient, numéro 51, Bonn, 1961 (première partie de Aus der Hölle Minsk in das 'Paradies' Theresienstadt).

## Liens extérieurs
- Notice dans un dictionnaire ou une encyclopédie généraliste :   - Deutsche Biographie
- Notices d'autorité :   - VIAF
  - ISNI
  - LCCN
  - GND
  - Israël
  - WorldCat
- (de) Archives de musée juif de Prague